# Witoto minica
Pour les articles homonymes, voir HTO.
Le witoto mɨnɨca ou mɨnɨka, est une langue witotoane parlée en Amazonie, en Colombie dans la région du Caquetá et, par quelques Witotos au Pérou.

## Écriture
| a | b | c | ch | d | e | f | g | h | i | j | ll | m | n | ñ | ng | o | p | q | r | t | u | v | ɨ | z |

## Phonologie

### Voyelles
|         | Antérieure | Centrale | Postérieure |
| ------- | ---------- | -------- | ----------- |
| Fermée  | i [i]      | ɨ [ɨ]    | u [u]       |
| Moyenne | e [e]      |          | o [o]       |
| Ouverte |            | a [a]    |             |

### Consonnes
|            |          | Bilabiales | Dentales | Dorsales | Dorsales | Glottales |
| ---------- | -------- | ---------- | -------- | -------- | -------- | --------- |
| Palatales  | Vélaires | Bilabiales | Dentales |          |          | Glottales |
| Occlusives | Sourde   | p [p]      | t [t]    |          | k [k]    | ʔ [ʔ]     |
| Occlusives | Sonore   | b [b]      | d [d]    |          | g [g]    |           |
| Fricative  | Sourde   | ɸ [ɸ]      | θ [θ]    |          |          | h [h]     |
| Fricative  | Sonore   | β [β]      |          |          |          |           |
| Affriquée  | Sourde   |            |          | č [t͡ʃ]   |          |           |
| Affriquée  | Sonore   |            |          | j [d͡ʒ]   |          |           |
| Nasale     | Nasale   | m [m]      | n [n]    | ñ [ɲ]    | ŋ [ŋ]    |           |
| liquide    | liquide  |            | r [r]    |          |          |           |